# Лаурель, Хосе
Хосе Пасиано Лаурель-и-Гарсия (исп. José Paciano Laurel y García, 9 марта 1891, Танауан, Батангас, Генерал-капитанство Филиппины, Новая Испания, Испанская империя — 6 ноября 1959, Манила, Филиппины) — филиппинский политик, президент так называемой Второй Филиппинской Республики, марионеточного государства, созданного Японией во время Второй мировой войны. Тем не менее, на современных Филиппинах признаётся третьим президентом страны.

## Биография
Хосе Лаурель родился в богатой филиппинской семье, в 1915 году окончил юридический колледж Университета Филиппин, затем, в 1919 году, — университет Санто-Томас на Филиппинах и школу права Йельского университета в США. После возвращения на родину стал министром внутренних дел и местного самоуправления Филиппин в 1922—1923 годах. Позже работал в качестве сенатора в сенате Филиппин и членом Верховного суда.
Во время Второй мировой войны, когда японские войска захватили Филиппины в 1942 году, Лаурель пошёл на сотрудничество с японскими оккупационными властями и участвовал в организации временного правительства, затем стал председателем комитета по подготовке конституции; в ходе выборов 1943 года был избран президентом Второй Филиппинской республики. Представлял Филиппины в ходе Великой Восточноазиатской конференции в Токио в 1943 году. Во время войны Лаурель был дважды атакован партизанами. Когда в марте 1945 года на Филиппины для их обороны прибыли дополнительные японские силы под командованием Томоюки Ямаситы, он оказал ему значительную поддержку. После капитуляции Японии 15 августа 1945 года Лаурель объявил о роспуске правительства Филиппинской Республики, и вскоре американские оккупационные власти во главе с генералом Д. Макартуром арестовали его и заключили в тюрьму Сугамо в Токио.
В июле 1946 года Лаурель вернулся на Филиппины. В 1948 году тогдашний президент Мануэль Рохас помиловал его. Лаурель сначала имел поддержку в стране, в 1951 году был избран в сенат, а также поддерживал Р. Магсайсая на президентских выборах. В 1954 году посетил США как лидер делегации, которой предстояло заключить ряд торговых соглашений. Ушёл из политики в 1957 году, умер в 1959.